# Doctor's Orders
Singles de Sunny (en)
A Warm and Tender Romance
(1974)
Doctor's Orders est une chanson écrite par Roger Cook, Roger Greenaway et Geoff Stephens, interprétée par la chanteuse britannique Sunny du duo Sue and Sunny (en) et a été un succès notamment au Royaume-Uni en 1974. La reprise de la chanteuse américaine Carol Douglas, sortie en novembre 1974, a été un plus grand succès à l'international, notamment aux États-Unis et au Canada.
Une adaptation en français de la chanson intitulée C'est le cœur (Les ordres du docteur) interprétée par Sheila a été un succès en France et en Belgique francophone.

## Version de Sunny
En 1969, Roger Greenaway ainsi que Sue and Sunny (en) sont recrutés par Tony Hiller (en) pour le groupe Brotherhood of Man. Greenaway et Roger Cook — qui écrivaient des chansons ensemble depuis 1965 et enregistraient sous le nom de David and Jonathan (en) — étaient tous deux auteurs pour la maison de disques de Hiller. En 1973, les membres originaux se sont retirés du groupe, permettant à Sunny d'enregistrer de la musique avec Sue ainsi qu'en solo. Roger Cook propose alors une chanson à Sunny, qui est enregistrée en novembre 1973.
La chanson Doctor's Orders sort en single en janvier 1974 sur le label CBS Records et paraît sur son album Doctor's Orders. Elle prend de l'ampleur dans les discothèques mais se heurte à la résistance de BBC Radio en raison de ses « sous-entendus peu appropriés » sur l'histoire d'une femme qui consulte un médecin pour des questions intimes. Le single atteint la septième place du UK Singles Chart en mai 1974.

### Classements hebdomadaires
| Classement (1974)                 | Meilleure position |
| --------------------------------- | ------------------ |
| Afrique du Sud (Springbok Top 20) | 16                 |
| Australie (Kent Music Report)     | 46                 |
| Irlande (IRMA)                    | 4                  |
| Pays-Bas (Tipparade)              | 52                 |
| Royaume-Uni (UK Singles Chart)    | 7                  |

## Version de Carol Douglas
Singles de Carol Douglas
I Don't Mind
(1965) A Hurricane is Coming Tonite
(1975)
La chanteuse américaine Carol Douglas a enregistré une reprise de la chanson spécialement pour le marché américain. Elle est sortie en novembre 1974 sur le label Midland International.
Aux États-Unis, la chanson a atteint la 11e place du classement Billboard Hot 100, la 9e place du classement soul et la 2e place du classement disco, que le magazine Billboard venait de lancer. La chanson a atteint la première place du classement Top Singles du RPM au Canada. La version de Douglas s'est également classée dans d'autres pays, notamment en Allemagne, en Australie, en Belgique, en Espagne, en Italie et en Nouvelle-Zélande. En juin 1975, Midland International déclare que les ventes mondiales de la version de Carol Douglas de Doctor's Orders s'élevaient à un million d'unités.

### Liste des titres
| A. | Doctor's Orders                   | 2:56 |
| B. | Baby Don't Let This Good Love Die | 2:47 |

### Crédits
- Carol Douglas – chant
- Lew Del Gatto – arrangements
- Ed O'Loughlin – production

Crédits adaptés des notes d'accompagnement.

### Classements
| Classement (1974–75)                    | Meilleure position |
| --------------------------------------- | ------------------ |
| Allemagne de l'Ouest (Media Control)    | 37                 |
| Australie (Kent Music Report)           | 31                 |
| Belgique (Flandre Ultratop 50 Singles)  | 10                 |
| Belgique (Wallonie Ultratop 50 Singles) | 1                  |
| Canada (Top Singles)                    | 1                  |
| Espagne (AFYVE)                         | 2                  |
| France (SNEP)                           | 23                 |
| États-Unis (Hot 100)                    | 11                 |
| États-Unis (Hot Soul Singles)           | 9                  |
| États-Unis (Disco Action)               | 2                  |
| États-Unis (Easy Listening)             | 42                 |
| Italie (Musica e dischi)                | 8                  |
| Nouvelle-Zélande (RMNZ)                 | 6                  |

| Classement (1975)             | Position |
| ----------------------------- | -------- |
| Belgique (Flandre Ultratop)   | 64       |
| Canada (Top Singles)          | 15       |
| États-Unis (Hot 100)          | 63       |
| États-Unis (Cash Box Top 100) | 91       |
| Italie (Musica e dischi)      | 31       |
| Nouvelle-Zélande (RIANZ)      | 39       |

### Dans la culture populaire
- La chanson figure dans la série américaine Sex and the City, dans l'épisode Au feu les pompiers (Where There's Smoke...) diffusé en 2000[26].
- La version de Carol Douglas de Doctor's Orders apparaît en introduction du film américain Les Derniers Jours du disco de 1998.

## Version de Sheila
Sheila enregistre une version en français du titre intitulée C'est le cœur (Les ordres du docteur), basée sur la version de Carol Douglas. Les paroles de l'adaptation française sont signées Claude Carrère. Cette version sort le 24 février 1975 et devient un succès pour la chanteuse, se vendant à plus de 400 000 exemplaires.